# Katson sineen taivaan
"Katson sineen taivaan" (em português: Estou olhando para o céu azul) foi a canção que representou Finlândia no Festival Eurovisão da Canção 1979, interpretada em finlandês por Katri Elena. O referido tema tinha letra de Veikko 'Vexi' Salmi, música de Matti Kalevi Siitonen e orquestração de Ossi Runne.
A canção é cantada na perspetiva de uma mulher cantando para o seu amado a quem ela descreve como a "estrela mais brilhante" e pede para ele a seguir. A versão inglesa foi intitulada ""I Will Follow Starlight".
A canção da Finlândia foi a quinta a desfilar no evento, depois da canção irlandesa Happy man, interpretada por Cathal Dunne e antes da canção monegasca interpretada por Laurent Vaguener. No final da votação, a canção obteve 38 pontos e classificou-se em 14.º lugar, entre 19 países participantes.